# Embuste de Dreadnought

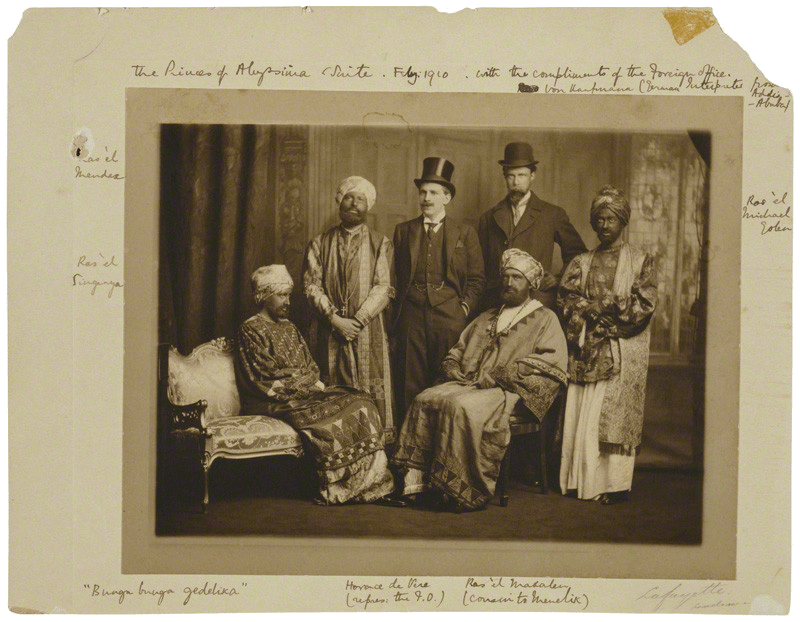
Os embusteiros em trajes abissínios. A figura barbada na extrema esquerda é a escritora Virginia Woolf

Embuste de Dreadnought foi um embuste colocado em prática por Horace de Vere Cole em 1910. Cole enganou a Marinha Real Britânica para que ela autorizasse o acesso de uma suposta delegação de nobres abissínios a seu navio-almirante, o HMS Dreadnought. O embuste chamou atenção da Grã-Bretanha para o surgimento do Grupo de Bloomsbury.

## História
A farsa envolveu Cole e cinco amigos—a escritora Virginia Stephen (que tornaria-se conhecida mais tarde como Virginia Woolf), seu irmão Adrian Stephen, Guy Ridley, Anthony Butxton e o artista Duncan Grant—que disfarçaram-se com turbantes, barbas postiças e escurecedores de pele. A principal limitação do disfarce era não permitir aos "nobres" comerem, caso contrário a maquiagem seria arruinada. Adrian Stephen ficou com o papel de intérprete.
Em 7 de fevereiro de 1910, o embuste foi colocado em prática. Cole combinou com um cúmplice o envio de um telegrama para o HMS Dreadnought, que estava então ancorado em Portland, Dorset. A mensagem, com a assinatura falsa do Secretário de Assuntos Externos Sir Charles Hardinge, dizia que o navio devia estar preparado para a visita de um grupo de príncipes da Abissínia.
Cole e seu cortejo seguiram para a Estação de Paddington em Londres, onde ele apresentou-se como "Herbert Cholmondeley" do Departamento de Assuntos Externos da Grã-Bretanha, exigindo um trem especial para Weymouth. O chefe da estação concedeu-lhe então um vagão VIP.
Em Weymouth, a marinha recebeu a "realeza" com uma guarda de honra. Como não foram capazes de encontrar uma bandeira da Abissínia, utilizaram uma de Zanzibar, procedendo com uma apresentação do hino daquela ilha.
O grupo então inspecionou a frota, demonstrando sua admiração num palavreado formado por termos em latim e grego. Em seguida eles solicitaram tapetes de oração e tentaram conceder honras militares fictícias a alguns dos oficiais. Foram embora quarenta minutos depois de embarcarem, não levantando qualquer suspeita.

## Consequências
Quando o embuste foi descoberto em Londres, Horace de Vere Cole contactou a imprensa e enviou uma fotografia da "realeza" ao Daily Mirror. As opiniões pacifistas do grupo foram consideradas motivo de embaraço, e a Marinha Real tornou-se brevemente objeto de ridículo. O comando da força militar naval exigiu mais tarde que Cole fosse preso, mas ele e seu grupo, contudo, não haviam violado qualquer lei, escapando portanto impunes.
Durante a visita ao Dreadnought, o grupo demonstrou assombro e apreço ao repetir diversas vezes a exclamação "Bunga! Bunga! Bunga!". Quando Menelik II da Etiópia visitou a Inglaterra pouco tempo depois, foi perseguido nas ruas por crianças que gritavam a mesma expressão. Ironicamente, o imperador da Etiópia solicitara uma visita às instalações da marinha, mas o oficial em comando recusou-se a atender seu pedido, provavelmente para evitar futuros constrangimentos.
Em 1915, durante a Primeira Guerra Mundial, o HMS Dreadnought abalroou e afundou um submarino alemão. Entre os telegramas de congratulações estava um cujo único conteúdo era "BUNGA BUNGA".